# ميشيل ألفاريز
ميشيل ألفاريز (بالإسبانية: Michelle Álvarez)‏ هي ممثلة مكسيكية، ولدت في 25 أغسطس 1991 في مونتيري في المكسيك.

## وصلات خارجية
- ميشيل ألفاريز على موقع IMDb (الإنجليزية)
- ميشيل ألفاريز على موقع ميوزك برينز (الإنجليزية)
- ميشيل ألفاريز على موقع قاعدة بيانات الفيلم (الإنجليزية)